# Val de Travers
Cet article concerne la vallée du massif du Jura. Pour la commune suisse, voir Val-de-Travers.
Le val de Travers est une vallée du massif du Jura, située en Suisse dans le canton de Neuchâtel.

## Toponymie
Vers 1150, elle s'appelle Vallis traversis, évoquant ainsi sa situation transversale entre le plateau et la Franche-Comté.

## Géographie
Le val de Travers débute près de la frontière française, la vallée coule ensuite vers l'est. Son principal cours d'eau est l'Areuse qui se jette dans le lac de Neuchâtel quand la vallée rejoint le plateau suisse.

### Sources
Article Val de Travers dans le Dictionnaire historique de la Suisse en ligne.